# Togi Makabe
Shinya Makabe (真壁 伸也, Makabe Shin'ya, né le 29 septembre 1972), mieux connu sous son nom de ring Togi Makabe (真壁 刀義, Makabe Togi), est un catcheur professionnel japonais, formé par New Japan Pro Wrestling (NJPW), où il est l'ancien IWGP Heavyweight, NEVER Openweight Champion et IWGP Tag Team Champion.

## Carrière

### New Japan Pro Wrestling (1997-...)
Le 4 janvier 2007 à Wrestle Kingdom, lui, Tomohiro Ishii et Toru Yano battent Travis Tomko, D-Lo Brown et Buchanan.
Lors de Wrestling Dontaku 2010, Il bat Shinsuke Nakamura et remporte le IWGP Heavyweight Championship.Lors de Dominion 6.19 , il conserve son titre contre Gō Shiozaki. Le 19 juillet, il conserve son titre contre Shinsuke Nakamura. Il participe ensuite au tournoi G1 Climax, où il remporte quatre de ses matchs,,,,,,. Lors de Destruction '10, il perd son titre contre Satoshi Kojima.
Lors de Dominion 6.22, Il perd contre Kazuchika Okada et ne remporte pas le IWGP Heavyweight Championship.

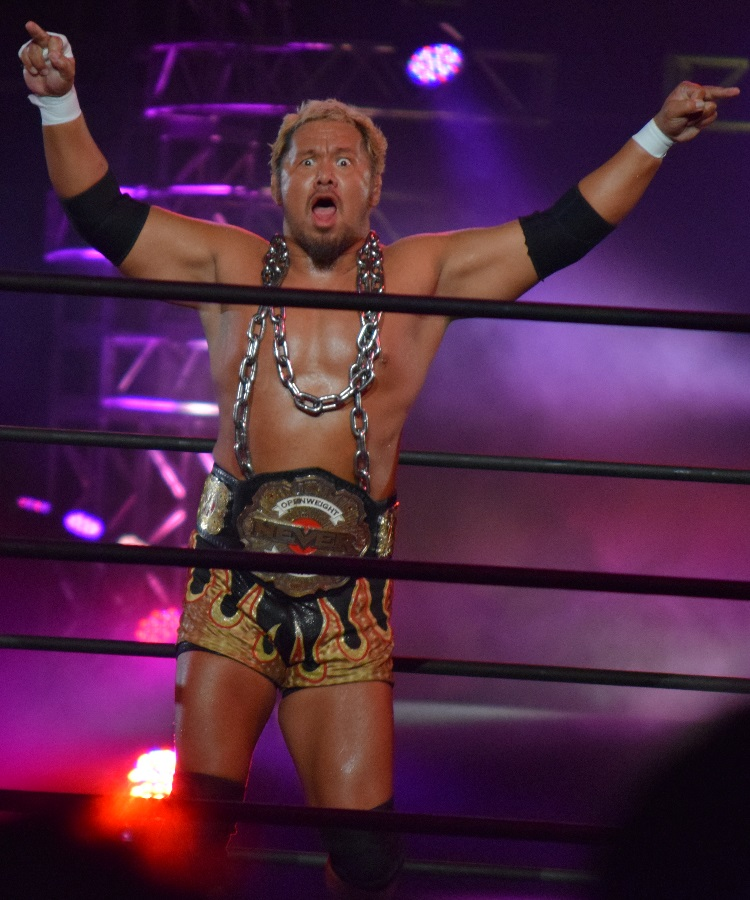
Makabe en tant que NEVER Openweight Champion en août 2015

Lors de Wrestle Kingdom 8, il bat Bad Luck Fale dans un King of Destroyer match,. Le 15 mars, lors du premier tour de la New Japan Cup 2014, il perd contre Bad Luck Fale. Lors du mois d'avril, il forme avec Hiroshi Tanahashi l'équipe "Ace to King" pour affronter le Bullet Club pour les IWGP Tag Team Championship.Lors de Back to the Yokohama Arena, ils battent Hirooki Goto et Katsuyori Shibata pour gagner une chance pour les IWGP Tag Team Championship,. Lors de Dominion 6.21, ils perdent contre Bullet Club (Doc Gallows et Karl Anderson) et ne remportent pas les IWGP Tag Team Championship,. Il participe ensuite en compagnie de Tomoaki Honma, au tournoi World Tag League 2014 ou ils finissent dernier de leur groupe. 
Lors de Wrestle Kingdom 9 in Tokyo Dome, il bat Tomohiro Ishii et remporte le NEVER Openweight Championship. Le 14 février, il rend le titre vacant car il est incapable de lutter contre Ishii lors de The New Beginning in Sendai à cause d'une grippe contracté quelques jours avant le show. Lors de Wrestling Hinokuni, il bat Tomohiro Ishii et remporte pour la deuxième fois le NEVER Openweight Championship. Lors de Dominion 7.5 in Osaka-jō Hall il conserve son titre contre Tomohiro Ishii. Il intègre durant fin juillet le tournoi G1 Climax, où il remporte quatre de ses matchs. Lors de Destruction in Okayama, il conserve son titre contre Kota Ibushi. Lors de King of Pro Wrestling 2015, il perd son titre contre Tomohiro Ishii. 
Il participe ensuite au World Tag League 2015 avec Tomoaki Honma, ou ils remportent quatre matchs pour deux défaites, se qualifiant pour la finale du tournoi,. Le 9 décembre, ils battent Los Ingobernables de Japón (Evil et Tetsuya Naitō) en finale pour remporter le tournoi. Lors de Wrestle Kingdom 10, ils battent Bullet Club (Doc Gallows et Karl Anderson) et remportent les IWGP Tag Team Championship. Lors de The New Beginning in Osaka, ils conservent leur titres contre Gallows et Anderson. Lors d'Invasion Attack 2016, ils perdent les titres contre Guerrillas of Destiny (Tama Tonga et Tonga Roa). Le 23 octobre, ils perdent contre Naomichi Marufuji et Toru Yano et ne remportent pas les GHC Tag Team Championship.
Lors de 46th Anniversary Show, il perd contre Minoru Suzuki et ne remporte pas le IWGP Intercontinental Championship . Lors de Sakura Genesis 2018, lui, Michael Elgin et Ryusuke Taguchi perdent contre Bullet Club (Bad Luck Fale, Tama Tonga et Tanga Loa) et ne remportent pas les NEVER Openweight 6-Man Tag Team Championship.

#### NEVER Openweight 6-Man Tag Team Champions (2019-2020)
Le 30 janvier 2019, lui, Ryusuke Taguchi et Toru Yano battent Bullet Club (Tama Tonga, Tanga Loa et Taiji Ishimori) et remportent les NEVER Openweight 6-Man Tag Team Championship. Lors de Honor Rising: Japan 2019 - Tag 1, ils conservent les titres contre Cheeseburger, Colt Cabana et Delirious. Le 22 avril, ils conservent les titres contre Bullet Club (Hikuleo, Tama Tonga et Tanga Loa). Le 17 juin, ils conservent les titres contre Bullet Club (Chase Owens, El Phantasmo et Yujiro Takahashi).

## Palmarès
- Apache Pro-Wrestling
  - 1 fois WEW Heavyweight Champion

- New Japan Pro Wrestling

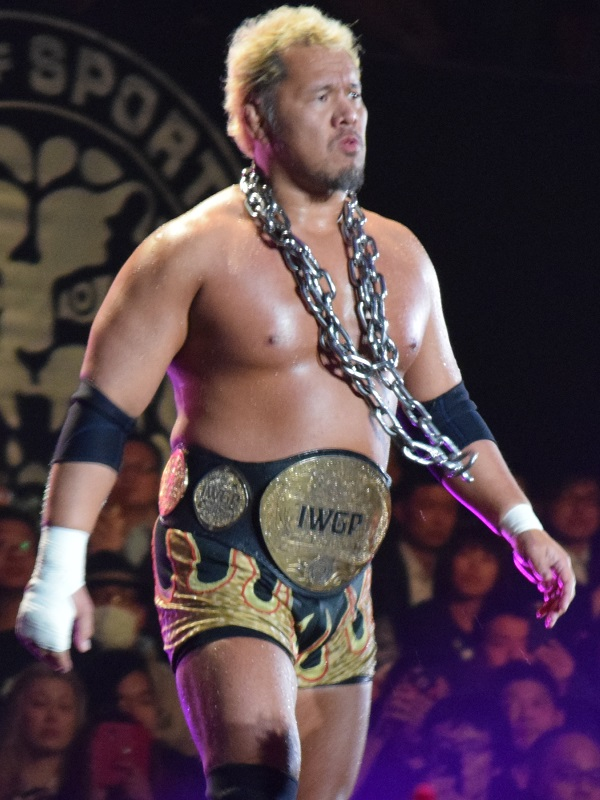
Makabe en tant que IWGP Tag Team Champion en Février 2016

  - 1 fois IWGP Heavyweight Championship
  - 2 fois IWGP Tag Team Championship avec Toru Yano (1) et Tomoaki Honma (1)[44]
  - 1 fois NEVER Openweight 6-Man Tag Team Championship avec Ryusuke Taguchi et Toru Yano
  - 2 fois NEVER Openweight Championship
  - 1 fois Interim IWGP Tag Team Champion avec Shiro Koshinaka
  - G1 Climax (2009)
  - World Tag League (2015, 2016) avec Tomoaki Honma